# Istaru
Az istaru (akkád: „istennő”) mint a mezopotámiai négyes lélekfogalom egyik tagja, egy külső lélekforma, a simtu, vagyis az emberi sors hordozója. Az istarunak, mint nőnemű kifejezésnek hímnemű párja az ilu („isten”) lélekfogalom. A mezopotámiai vallás másik két lélekfogalma a sédu és a lamasszu.

## Simtu
A simtu (akkád, sumer: nam) tipikusan egy aktusra vonatkozó fogalom, amikor az ember megkapja – nyilván születésekor, de ez sehol sincs világosan kimondva – a maga részét a jó- és balszerencsékből. Ez egy végleges aktus, később megváltoztatni nem lehet. Ez egy olyan útiterv, amit az istenek megszabtak, és aminek végrehajtása nem lehetőség, hanem szükségszerűség. Ezt a simtut azután az istaru hordozza.
A simtu egy-egy aspektusát fedi a görög moira és phüszisz (latin natura) fogalma. A simtuban benne van a tehetség, adottság, természet, szerencse, beteljesülés és halál olyan módon, amit a „sors” és „végzet” szavak csak pontatlanul adnak vissza. A halál hírnöke Namtar („a megszabott nam”), a halál az ember simtujával való találkozás.
A simtut az embernek védőszelleme adja át, aki a király esetén az egyik fontos isten, leggyakrabban Istár. A lagasi Éannatum is úgy beszél Istárról – azaz Inninről – mint aki őt jó névvel nevezte, neki a nevét adta, az ő nevét kimondta.